# Radacz
Radacz (en allemand : Raddatz) est une localité polonaise de la gmina mixte de Borne Sulinowo située dans le powiat de Szczecinek en voïvodie de Poméranie-Occidentale. 

## Géographie
Le village se trouve dans la région historique de Poméranie ultérieure, à environ 19 km au sud-ouest de Szczecinek et 131 km à l'est de la capitale régionale Szczecin.

## Histoire

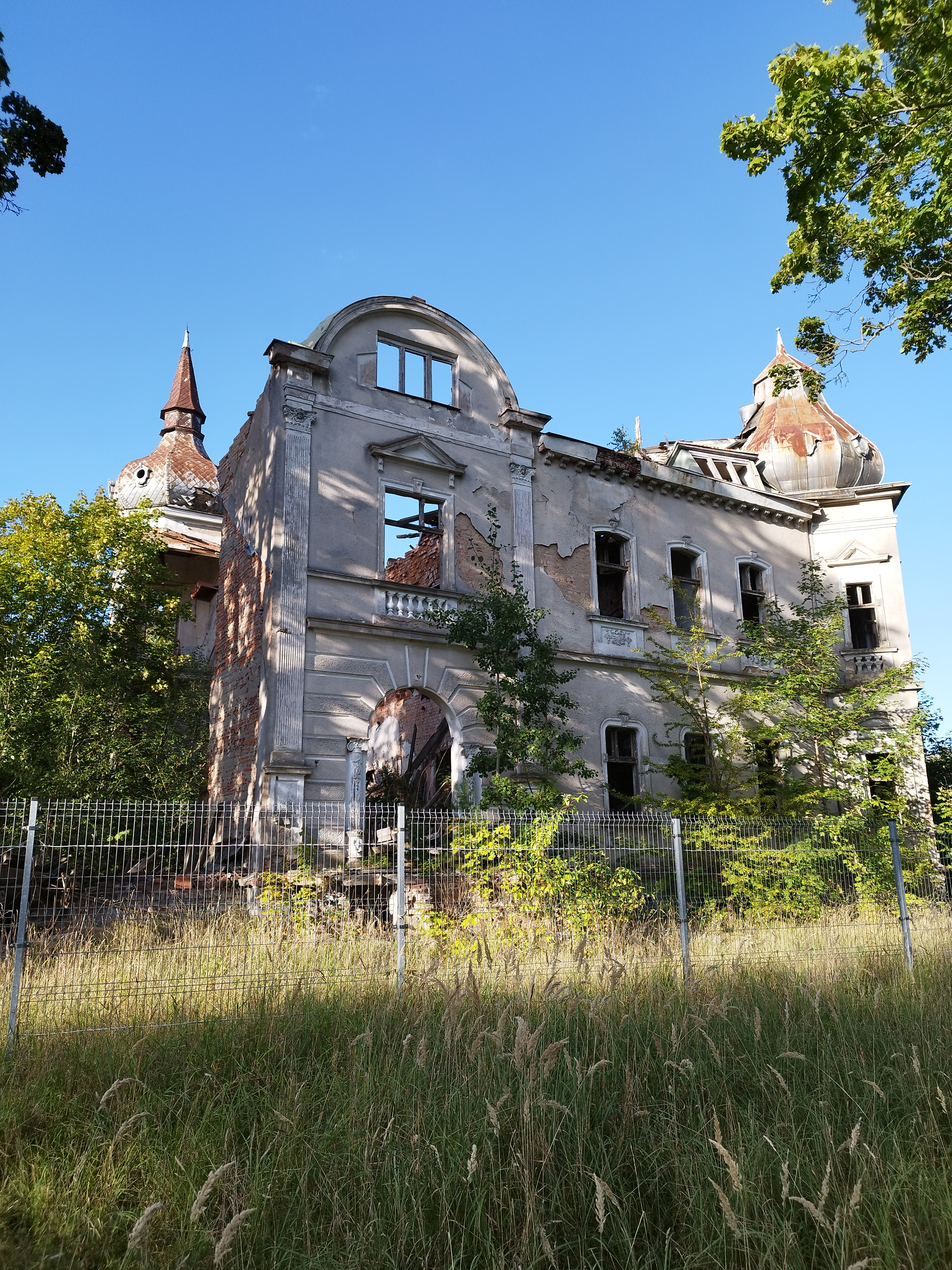
Château de Radacz.

Le lieu dans le duché de Poméranie est mentionné pour la première fois en 1403. Le domaine fut la propriété de la famille von Kleist depuis 1621. En 1884, la famille von der Goltz possédait le manoir.
De 1725 jusqu'à 1945, Raddatz fait partie de l'arrondissement de Neustettin dans le district de Köslin au sein de la province de Poméranie. Conquise par l'Armée rouge à la fin de la Seconde Guerre mondiale, la région fut rattachée à la république de Pologne. La population germanophone restante était expulsée.